# Shulchan aruch
Shulchan aruch (hebreiska Det dukade bordet) är en vid mitten av 1500-talet av sefardiske rabbinen Josef Caro författad judisk ritualkodex. Den är det normgivande judiska lagverket jämte Mishné Torá.
Shulchan aruch innehåller den definitiva kodifikationen av judarnas religiösa stadgar, den så kallade halacha. Den kallas "slutstenen i ett årtusendes utveckling" såsom sammanfattande den religiösa lagstiftningen sedan talmuds fullbordan (år 500 e. Kr.). Kodifikationerna före Shulchan aruch, på 1000-talet av Isak al-Fäsi (Sefer Halakot), på 1100-talet av Mose b. Maimon (Jad Hachazaka) och på 1300-talet av Jakob b. Ascher (Arba'aturim), blev nämligen ej allmängiltiga. I anslutning till "turim" har Shulchan aruch fyra avdelningar nämligen rituella föreskrifter för det dagliga livet, sabbaten och högtidsdagarna (Orach chajjim); måltidsbestämmelser (Jore de'a); giftermålsbalk (Eben ha-'ezer); civilrätt (Choschen ha-Mischpat). Första upplagan utkom 1550 i Venezia. En spansk edition utgavs 1568 i Saloniki. Handboken, som först efter mycken motsträvighet fick allmänt gällande kraft, innehåller jämte den av Caro fastställda texten Krakaurabbinen Mose Isseries (1520-72) tillägg, de så kallade "rema".